# Magyarosuchus
Magyarosuchus (il cui nome significa "coccodrillo magiaro") è un genere estinto di crocodylomorfo metriorhynchoide vissuto nel Giurassico inferiore, circa 180 milioni di anni fa (Toarciano), in quella che oggi è la Formazione Marl, di Kisgerecse, in Ungheria. Il genere contiene una singola specie, ossia M. fitosi. Questo animale è conosciuto per buona parte dello scheletro, i cui elementi noti comprendono parti della mascella, il tronco, gli arti posteriori e la coda.